# 马玮国
馬瑋國（1983年12月31日—），绰号小馬，生於台灣，記者出身。曾任中國國民黨發言人、中華民國總統府發言人。

## 學歷
毕业于國立台湾大学政治学系国际关系组，又获得纽约大学传播硕士学位。

## 經歷
- 东森新闻记者[1]
- 2012年中華民國總統選舉，擔任馬英九吳敦義競選總部全國總發言人。后专责马英九的Facebook專頁运作。
- 馬英九勝選後，曾任中国国民党发言人，被誉为“党史上最年轻的发言人”[1]。
- 中國國民黨青年團副執行長
- 2012年8月1日，接任中華民國總統府副發言人
- 2014年5月11日，接任中華民國總統府發言人